# Estación de Dosaiguas-Argentera
Duesaigües - l'Argentera es un apeadero ferroviario situado entre los municipios españoles de Argentera y Dosaiguas en la provincia de Tarragona, comunidad autónoma de Cataluña. Dispone de servicios de Media Distancia.

## Situación ferroviaria
La estación se encuentra en el punto kilométrico 561,1 de la línea férrea de ancho ibérico que une Miraflores con Tarragona, entre las estaciones de Pradell y de Riudecañas-Botarell, a 300 metros de altitud. El tramo es de vía única y está electrificado. 
La estación se encuentra en un tramo especialmente accidentado entre los túneles de la Argentera y el túnel de Dosaiguas y muy cerca del doble viaducto de Dosaiguas. 

## Historia

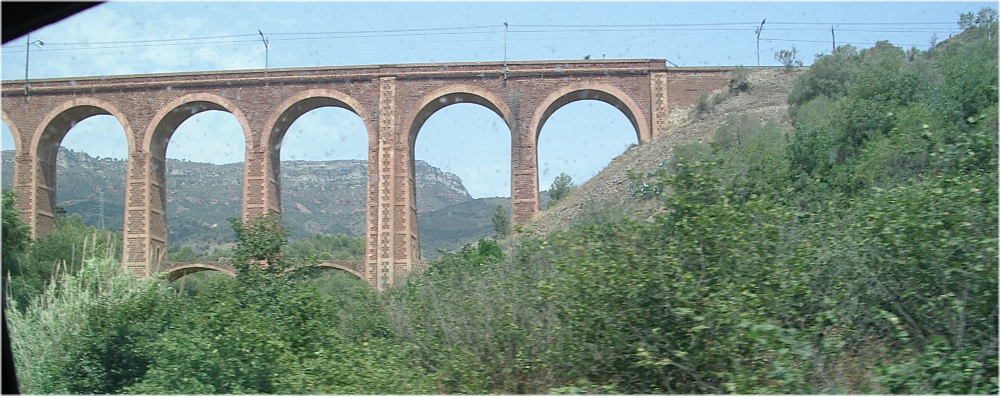
Uno de los viaductos de Dosaiguas

La estación fue inaugurada el 4 de diciembre de 1890 con la apertura del tramo Reus - Marsá de la línea férrea Samper vía Reus con Roda de Bará por parte de la Compañía de los ferrocarriles de Tarragona a Barcelona y Francia o TBF. Al año siguiente TBF logró un acuerdo de fusión con MZA que no se haría efectivo hasta 1899 y que permitía a MZA conectar Barcelona con Madrid vía Zaragoza. Aun así TBF mantuvo cierta autonomía dentro de la nueva compañía, autonomía que conservaría hasta 1936. En 1941, la gestión de la estación pasó a manos de RENFE tras nacionalizarse el ferrocarril en España. 
Desde el 31 de diciembre de 2004 Renfe Operadora explota la línea mientras que Adif es la titular de las instalaciones ferroviarias.

## La estación
Si bien conserva su clásico edificio para viajeros la estación funciona con un apeadero dado que el mismo permanece cerrado. Además el recinto solo posee un andén lateral, al que accede una vía, la principal. 

## Servicios ferroviarios

### Media Distancia
Renfe Operadora presta servicios de Media Distancia gracias a sus trenes Regional y Regional Exprés en los trayectos que unen Barcelona con Ribarroja de Ebro, Flix y Mora la Nueva.
| Línea MD | Trenes                   | Origen/Destino                       |  | Destino/Origen                | Equivalente Rodalies de Catalunya |
| -------- | ------------------------ | ------------------------------------ |  | ----------------------------- | --------------------------------- |
| 34       | Regional Regional Exprés | Zaragoza-Delicias Caspe              |  | Barcelona-Estación de Francia | Sin equivalencia                  |
| 36       | Regional Regional Exprés | Ribarroja de Ebro Mora la Nueva Flix |  | Barcelona-Estación de Francia |                                   |